# 青龍電影獎
青龍电影奖（：／ Cheongryong Yeonghwasang）是韓國自1963年起舉辦的重要年度電影頒獎典禮，它是韩国最具影響力，與韓國影大鐘獎（2024後停辦）和韩国百想藝術大賞並稱韓國三大電影獎。青龍電影獎由朝鮮日報主辦並被認為是三大電影獎中最商業化的。
青龍電影獎評審韓國過去一年的大片和具藝術價值的影片。在選拔過程中，約有40部的影片會被選出作為提名作品，並免費供公眾欣賞。在篩選完成後，頒獎典禮便隨之開幕。每年頒獎典禮舉行前一星期，上一屆獲獎者會聚集一起做打手印儀式，寓意其得獎榮譽直到永遠。

## 獎項
- 最優秀作品奖
- 監督奖
- 新人監督奖
- 男主角奖
- 女主角奖
- 男助演（配角）奖
- 女助演（配角）奖
- 新人男演員奖
- 新人女演員奖
- 攝影奖
- 音樂奖
- 美術奖
- 技術奖
- 腳本奖
- 照明奖
- 最高觀影數影片奖
- 人氣明星奖（由網友投票選出）

## 歷屆獲獎者
| 历届獲獎名單     | 历届獲獎名單                                 | 历届獲獎名單                              | 历届獲獎名單                         | 历届獲獎名單                   | 历届獲獎名單             | 历届獲獎名單                     | 历届獲獎名單                                                    | 历届獲獎名單                                           |
| 年度（届数）     | 最優秀作品                                   | 男主角                                    | 女主角                               | 导演                           | 男配角                   | 女配角                           | 新人男演員                                                      | 新人女演員                                             |
| ---------------- | -------------------------------------------- | ----------------------------------------- | ------------------------------------ | ------------------------------ | ------------------------ | -------------------------------- | --------------------------------------------------------------- | ------------------------------------------------------ |
| 1963年（第1届）  | 血脉 혈맥                                    | 金勝鎬《血脉》                            | 黄贞顺《血脉》                       | 李晚熙《一去不回的海兵》       | 崔湳鉉《血脉》           | 崔智姬《金药局的女儿们》         |                                                                 |                                                        |
| 1964年（第2届）  | 剩余人类 잉여인간                            | 金振奎《剩余人类》                        | 文貞淑《永不回望》                   | 俞賢穆《剩余人类》             | 崔戊龍《红巾特攻队》     | 黄贞顺《剩余人类》               |                                                                 |                                                        |
| 1965年（第3届）  | 天堂也悲伤 저 하늘에도 슬픔이                | 崔戊龍《南与北》                          | 嚴鶯蘭《美丽的瞳孔》                 | 金洙容《天堂也悲伤》           | 朴魯植《勇士还活着》     | 黄贞顺《翅膀夫人》               | 空缺                                                            | 文姬《黑麥》                                           |
| 1966年（第4届）  | 市场 시장                                    | 申荣均《市场》                            | 文貞淑《市场》                       | 李晚熙《市场》                 | 許長江《沒有軍號的勇士》 | 趙美鈴《羅雲奎的一生》           | 空缺                                                            | 南貞妊《有情》                                         |
| 1967年（第5届）  | 山火 산불                                    | 金勝鎬《满船》                            | 朱曾女《山火》                       | 金洙容《射击场的孩子们》       | 金喜甲《山》             | 韓銀珍《喜鹊叫声》               | 吳英一《只爱你》                                                | 空缺                                                   |
| 1969年（第6届）  | 该隐的后裔 카인의 후예                       | 申荣均《大院君》                          | 南贞妊《粉女》                       | 俞賢穆《该隐的后裔》           | 朴魯植《该隐的后裔》     | 黄贞顺《閨房》                   | 空缺                                                            | 空缺                                                   |
| 1970年（第7届）  | 製缸的老人 독짓는 늙은이                     | 朴魯植《归来的八道男人》                  | 金芝美《你的名字是女人》             | 崔夏園《製缸的老人》           | 春·春\|봄 봄}}》         | 史美子《必须要离开的人》         | 高剛一《随落叶離去的爱情》                                      | 金昌淑《124部隊》                                      |
| 1971年（第8届）  | 打破玉盒时 옥합을 깨뜨릴 때                  | 崔戊龍《三十年的對決》                    | 尹汝贞《火女》                       | 金绮泳《火女》                 | 黄海《黄昏的第三码头》   | 全桂贤《火女》                   | 河明中《姐姐為什麼不結婚》 盧宇鉉《即使恨也要再愛一次大完結篇》 | 吳有卿《藏着的女人》 金淸子《你的爸爸也这样吗》        |
| 1972年（第9届）  | 石花村 석화촌                                | 朴魯植《牛贩子》                          | 尹靜姬《石花村》                     | 金晓天《牛贩子》               | 尹一峰《石花村》         | 安仁淑《狼与小猫们》             | 空缺                                                            | 朴志暎《弱者》 羅何英《這生命再一次》 林志星《牛贩子》 |
| 1973年（第10届） | 三日天下 삼일천하                            | 申荣均《三日天下》                        | 尹靜姬《孝女沈清》                   | 郑镇宇《島蛙萬歲》             | 张赫《島蛙萬歲》         | 崔庭珉《红箭门》                 | 申一龍《島蛙萬歲》                                              | 禹演征《我和我》 田英《港口的燈火》                    |
| 1990年（第11届） | 他们也和我们一样 그들도 우리처럼             | 安圣基《南部军》                          | 元美京《只因你是女子》               | 郑智泳《南部军》               | 崔民秀《南部军》         | 孫淑《只因你是女子》             | 朴尚民《将军的儿子》                                            | 崔真实《南部军》                                       |
| 1991年（第12届） | 死的讚美 사의 찬미                           | 林成敏《死的讚美》                        | 张美姬《死的讚美》                   | 林權澤《開辟》                 | 李璟荣《死的讚美》       | 金甫娟《银马不会来》             | 崔真永《山外》                                                  | 金琴蓉《山外》                                         |
| 1992年（第13届） | 我们扭曲的英雄 우리들의 일그러진 영웅        | 文盛瑾《去赛马场的路》                    | 姜受延《去賽馬場的路场》             | 朴鐘元《我们扭曲的英雄》       | 独孤永宰《白色战争》     | 李惠英《明子、秋子、索尼亚》     | 曹在显《用心中的刀砍去那悲伤》                                  | 吴娟受《用心中的刀砍去那悲伤》                         |
| 1993年（第14届） | 西便制 서편제                                | 金明坤《西便制》                          | 金憓秀《初戀》                       | 金裕珍《为爱欢呼》             | 安炳京《西便制》         | 金惠仙《为爱欢呼》               | 金明秀《雨天的水彩画2》                                         | 吴贞孩《西便制》                                       |
| 1994年（第15届） | 太白山脉 태백산맥                            | 朴重勋《游戏的规则》 文盛瑾《把我献给你》 | 崔明吉《玫瑰色人生》                 | 张善宇《把我献给你》           | 金甲洙《太白山脉》       | 鄭璟淳《太白山脉》               | 吕畇东《把我献给你》                                            | 郑善敬《把我献给你》                                   |
| 1995年（第16届） | 美丽青年全泰壹 아름다운 청년 전태일          | 崔民秀《怒火风云》                        | 金憓秀《风流医生》 方銀珍《301 302》 | 朴光洙《美丽青年全泰壹》       | 許峻豪《怒火风云》       | 宋玉淑《三伏天的下午》           | 李政宰《年轻男子》                                              | 李知恩《锦红啊，锦红啊》                               |
| 1996年（第17届） | 祝祭 축제                                    | 文盛瑾《花瓣》                            | 沈惠珍《朴峰坤离家事件》             | 林權澤《祝祭》                 | 金学哲《Born to Kill》   | 赵银淑《猪堕井的那天》           | 朴新阳《佑利》                                                  | 李慧殷《内衣秀》 李贞贤《花瓣》                        |
| 1997年（第18届） | 绿鱼 초록물고기                              | 韩石圭《绿鱼》                            | 申恩庆《娼》                         | 李沧东《绿鱼》                 | 宋康昊《NO.3》           | 鄭璟淳《娼》                     | 张东健《敗者復活戰》                                            | 全道嬿《伤心街角恋人》                                 |
| 1998年（第19届） | 八月照相馆 8월의 크리스마스                  | 朴新阳《约定》                            | 沈银河《八月照相馆》                 | 洪常秀《江原道之力》           | 郑进永《约定》           | 柳慧靜《我们接吻吧》             | 安在旭《我爱上了朋友的姐姐》                                    | 金丽珍《处女晚餐》                                     |
| 1999年（第20届） | 无处藏身 인정사정 볼 것 없다                 | 李政宰《日出城市》                        | 全道嬿《我记忆中的风琴》             | 姜帝圭《生死谍变》             | 张东健《不留情面》       | 李美妍《我记忆中的风琴》         | 李成宰《美术馆旁的动物园》                                      | 李在银《黄头发》                                       |
| 2000年（第21届） | JSA安全地帶 공동경비구역JSA                  | 薛耿求《薄荷糖》                          | 李美妍《错爱双鱼座》                 | 朴赞郁《JSA安全地帶》          | 申河均《JSA安全地帶》    | 河智苑《愛的空間》               | 金来沅《青春》                                                  | 裴斗娜《綁架門口狗》                                   |
| 2001年（第22届） | 春逝 봄날은 간다                             | 崔岷植《白兰》                            | 張真英《等著你回魂》                 | 宋海星《白兰》                 | 安圣基《武士》           | 吳芝惠《威基基兄弟》             | 车太铉《我的野蛮女友》                                          | 李枖原《猫咪少女》                                     |
| 2002年（第23届） | 醉畫仙 취화선                                | 薛耿求《人民公敵》                        | 金仑珍《密爱》                       | 林權澤《醉畫仙》               | 刘东根《家门的荣光》     | 宋玧妸《光复节特赦》             | 黃晸玟《公路电影》                                              | 文素利《绿洲曳影》                                     |
| 2003年（第24届） | 春去春又来 봄 여름 가을 겨울 그리고 봄       | 崔岷植《老男孩》                          | 張真英《单身贵族》                   | 朴赞郁《老男孩》               | 白潤植《拯救绿色星球！》 | 姜惠貞《老男孩》                 | 裴勇浚《丑闻》                                                  | 林秀晶《薔花，紅蓮》                                   |
| 2004年（第25届） | 實尾島 실미도                                | 张东健《太极旗飘扬》                      | 李奈映《我认识的女人》               | 康祐硕《實尾島》               | 郑在咏《實尾島》         | 廉晶雅《汉城大劫案》             | 在喜《空房间》                                                  | 秀爱《家族》                                           |
| 2005年（第26届） | 親切的金子 친절한 금자씨                     | 黄正民《你是我的命运》                    | 李英爱《親切的金子》                 | 朴镇表《你是我的命运》         | 林河龙《欢迎来到东莫村》 | 姜惠貞《欢迎来到东莫村》         | 千正明《台风太阳》                                              | 金志秀《女人贞慧》                                     |
| 2006年（第27届） | 汉江怪物 괴물                                | 安圣基《广播明星》 朴重勋《广播明星》     | 金憓秀《老千》                       | 金泰勇《家族的诞生》           | 边熙峰《汉江怪物》       | 郑有美《家族的诞生》             | 柳德焕《天下壮士麦当娜》                                        | 高我星《汉江怪物》                                     |
| 2007年（第28届） | 优雅的世界 우아한 세계                       | 宋康昊《优雅的世界》                      | 全道嬿《密阳》                       | 许秦豪《幸福》                 | 金相浩《快乐的人生》     | 罗文姬《热血男儿》               | 丹尼尔·海尼《我的父亲》                                         | 郑丽媛《双面女友》                                     |
| 2008年（第29届） | 我们人生中最精彩的瞬间 우리 생애 최고의 순간 | 金允錫《追击者》                          | 孫藝真《老婆结婚了》                 | 金知雲《好家伙坏家伙怪家伙》   | 朴喜洵《Seven Days》     | 金志映《我们人生中最精彩的瞬间》 | 苏志燮《电影就是电影》 姜至奂《电影就是电影》                   | 韓藝瑟《八面玲珑的申小姐》                             |
| 2009年（第30届） | 非常母親 마더                                | 金明民《我的爱在我身边》                  | 河智苑《我的爱在我身边》             | 金容华《国家代表》             | 晋久《非常母親》         | 金海淑《蝙蝠》                   | 梁益準《绿头苍蝇》                                              | 朴宝英《非常主播》 金花雨《绿头苍蝇》                  |
| 2010年（第31届） | 义兄弟 의형제                                | 郑在咏《青苔：死亡异域》                  | 尹靜姬《诗》 秀爱《深夜FM》          | 康祐硕《青苔：死亡异域》       | 柳海真《青苔：死亡异域》 | 尹汝贞《下女》                   | 崔胜铉《向着炮火》                                              | 李珉廷《大鼻子情圣：恋爱操作团》                       |
| 2011年（第32届） | 不當交易 부당거래                            | 朴海日《最终兵器弓》                      | 金荷娜《盲证》                       | 柳承莞《不當交易》             | 柳承龍《最终兵器弓》     | 金守美《我爱你》                 | 李帝勳《那一夜，青春褪色》                                      | 文彩元《最终兵器弓》                                   |
| 2012年（第33届） | 聖殤 피에타                                  | 崔岷植《与犯罪的战争》                    | 林秀晶《我妻子的一切》               | 郑智泳《断箭》                 | 柳承龍《我妻子的一切》   | 文晶熙《鐵線蟲》                 | 曹政奭《建築學概論》                                            | 金高恩《銀嬌》                                         |
| 2013年（第34届） | 素媛 소원                                    | 黄正民《新世界》                          | 韩孝周《监视者们》                   | 奉俊昊《雪国列车》             | 李政宰《觀相》           | 羅美蘭《素媛》                   | 呂珍九《華頤：吞噬怪物的孩子》                                  | 朴芝秀《虎尾蘭之夢》                                   |
| 2014年（第35届） | 辩护人 변호인                                | 宋康昊《辩护人》                          | 千玗嬉《韩公主》                     | 金漢珉《鳴梁》                 | 赵震雄《走到尽头》       | 金姈爱《辩护人》                 | 朴有天《海雾》                                                  | 金赛纶《道熙呀》                                       |
| 2015年（第36届） | 暗殺 암살                                    | 劉亞仁《思悼》                            | 李贞贤《诚实国度的爱丽丝》           | 柳承莞《老手》                 | 吴达庶《国际市场》       | 全慧珍《思悼》                   | 崔宇植《巨人》                                                  | 李宥英《奸臣》                                         |
| 2016年（第37届） | 局内者们 내부자들                            | 李炳憲《局内者们》                        | 金敏喜《小姐》                       | 罗泓轸《哭聲》                 | 國村隼《哭聲》           | 朴素淡《黑司祭们》               | 朴正民《東柱》                                                  | 金泰梨《小姐》                                         |
| 2017年（第38届） | 出租車司機 택시운전사                        | 宋康昊《出租車司機》                      | 羅文姬《I Can Speak》                | 金鉉錫《I Can Speak》          | 陳善圭《犯罪都市》       | 金素真《The King》               | 都敬秀《哥哥》                                                  | 崔嬉序《朴烈》                                         |
| 2018年（第39届） | 1987：黎明到來的那一天 1987                  | 金允錫《1987：黎明到來的那一天》          | 韓志旼《白小姐》                     | 尹鍾彬 (韓國導演)《北風》      | 金柱赫《信徒》           | 金香起《與神同行》               | 南柱赫《安市城》                                                | 金多美《魔女首部曲：誕生》                             |
| 2019年（第40届） | 寄生上流 기생충                              | 鄭雨盛《證人》                            | 曹汝貞《寄生上流》                   | 奉俊昊《寄生上流》             | 趙宇鎮《分秒幣爭》       | 李姃垠《寄生上流》               | 朴海秀《量子物理學》                                            | 金慧峻《未成年》                                       |
| 2020年（第41届） | 南山的部長們 남산의 부장들                   | 劉亞仁《無聲》                            | 羅美蘭《政客誠實中》                 | 林大亨《致允熙》               | 朴正民《請拯救我於惡》   | 李絮《菜英文沒在怕》             | 劉台午《堅持》                                                  | 姜末今《福氣啦！燦實》                                 |
| 2021年（第42届） | 逃出摩加迪休 모가디슈                        | 薛景求《茲山魚譜》                        | 文素利《三姐妹》                     | 柳承完《逃出摩加迪休》         | 許峻豪《逃出摩加迪休》   | 金善映《三姐妹》                 | 鄭宰光《人生二好三壞》                                          | 孔升妍《寂寞佔線中》                                   |
| 2022年（第43届） | 分手的决心 헤어질 결심                       | 朴海日《分手的決心》                      | 湯唯《分手的決心》                   | 朴贊郁《分手的決心》           | 卞耀漢《閒山：龍的出現》 | 吳娜拉《只有形式的羅曼史》       | 金東輝《奇怪的數學家》                                          | 金惠允《推土機上的少女》                               |
| 2023年（第44届） | 神鬼海底捞 밀수                              | 李炳宪《水泥乌托邦：末日浩劫》            | 郑有美《鬼梦游》                     | 严泰和《水泥乌托邦：末日浩劫》 | 赵寅成《神鬼海底捞》     | 全余贇《诓世巨作：蜘蛛窝新宇宙》 | 洪思彬《祸乱：地下秩序》                                        | 高旻示《神鬼海底捞》                                   |
| 2024年（第45届） | 12.12：首爾之春 서울의 봄                    | 黃晸珉《12.12：首爾之春》                 | 金高銀《破墓》                       | 張在現《破墓》                 | 丁海寅《老手2》          | 李尚熙《路基完》                 | 魯尚炫《大都市的爱情法》                                        | 朴柱炫《驾驶》                                         |

## 争议
由于赞助方《朝鲜日报》的政治立场，该奖被一些有望获奖的韩国电影人所抵制，拒绝参加，如导演李沧东（虽然李沧东导演一开始以《绿鱼》和《薄荷糖》参加了两届），影评人朴平植（박평식）等。